# 더 다코타

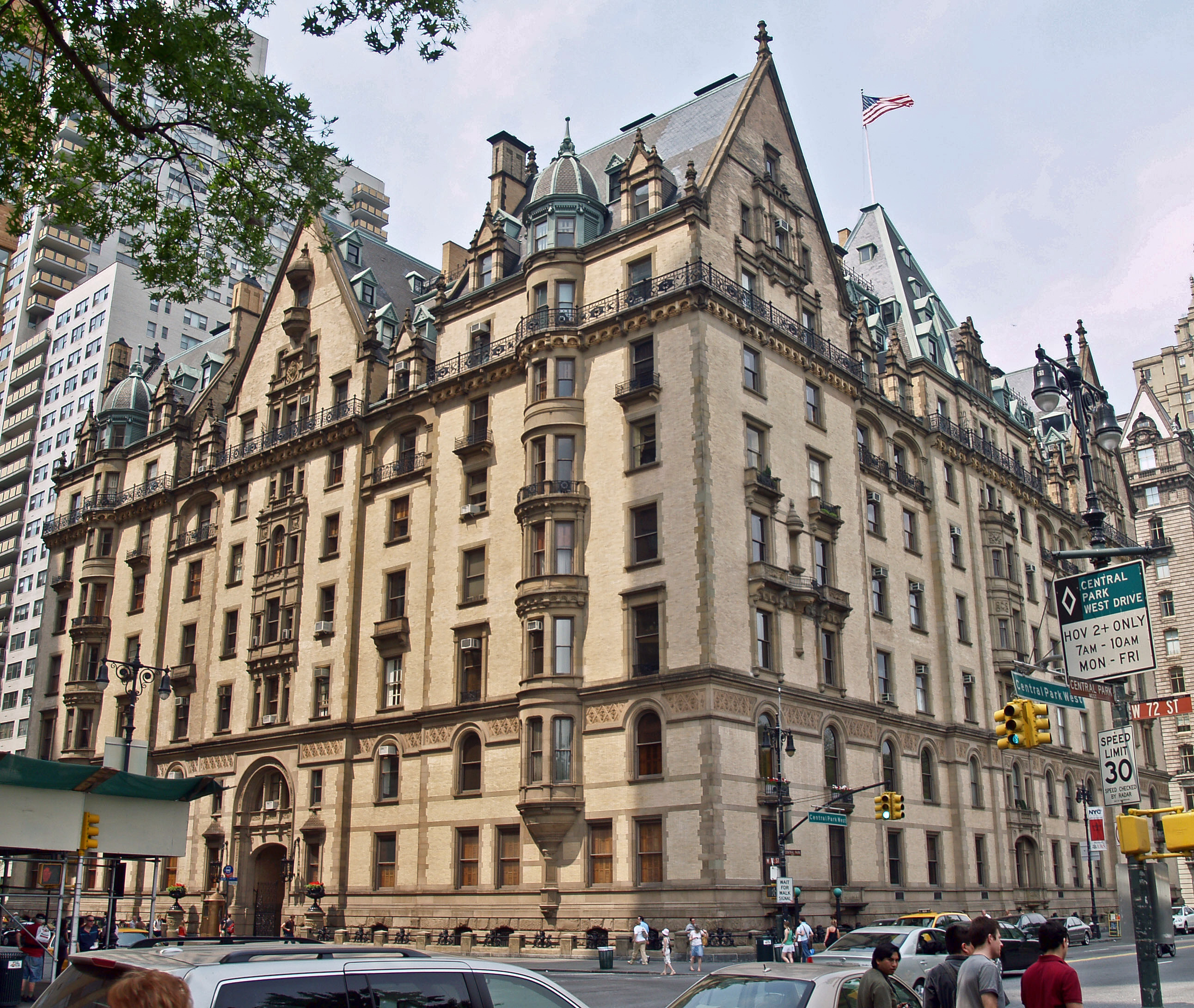
다코타 빌딩

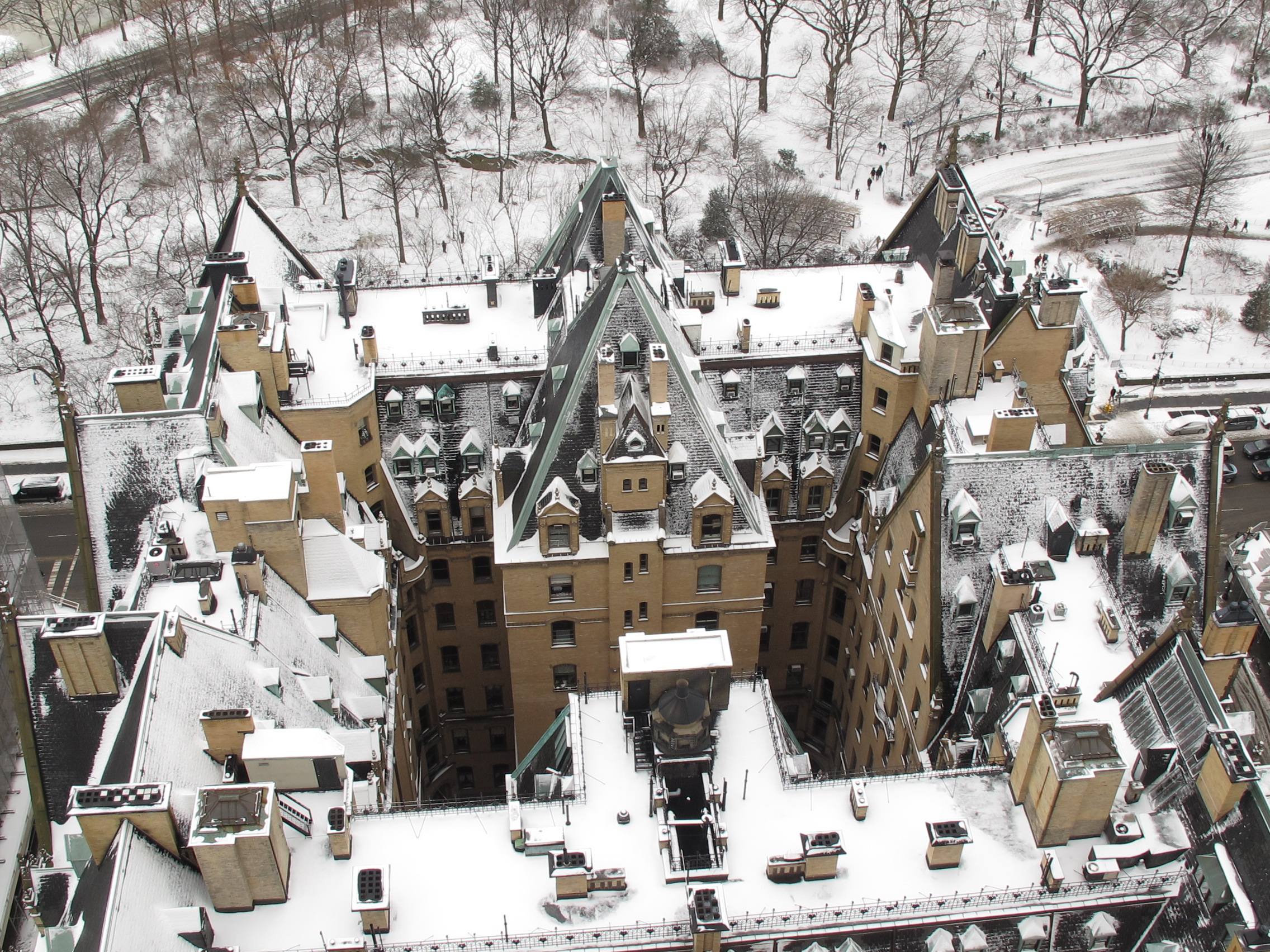
눈으로 뒤덮인 다코타 빌딩

더 다코타(The Dakota)는 뉴욕 맨해튼 어퍼 웨스트 사이드에 위치한 고급 아파트이다. 1880년에 착공해, 1884년에 완성하였다. 여기에 살았던 비틀즈 출신 존 레논은 1980년 12월 8일, 건물 입구에서 총을 맞아 암살당했다. 다코타라는 이름의 유래는 여러 가지 설이 있지만 그중 하나로서 건설당시 맨해튼 어퍼 웨스트 사이드는 다코타 주와 같이 아파트가 거의 없었다는 설과 두 번째 설로는 1933년 신문에 적혀 있었던 것으로, 발주했던 에드워드 클라크가 다코타 주를 좋아했었다라는 설이다.